# Mikhaïl Lounine
Mikhaïl Sergueïevitch Lounine, né le 8 (29) décembre 1787 à Saint-Pétersbourg et mort le 3 (15) décembre 1845 en Sibérie à Akatouï (aujourd'hui dans l'oblast de Tchita) était un officier russe, décembriste converti au catholicisme.

## Biographie

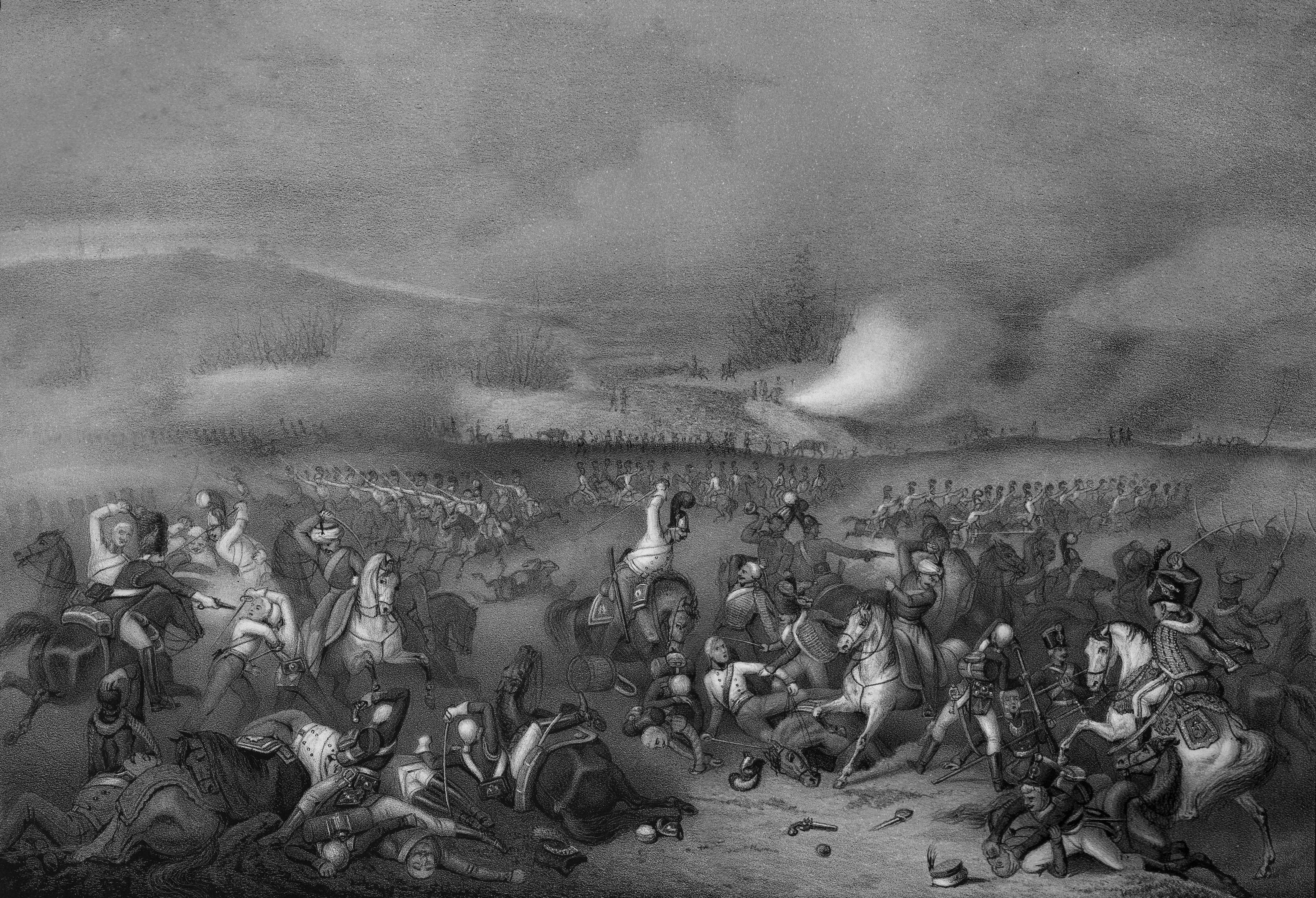
Les chevaliers-gardes de Répnine à Austerlitz

Le père de Lounine, Sergueï Mikhaïlovitch Lounine, était un aristocrate propriétaire terrien possédant près de 1 200 âmes dans ses domaines près de Tambov. Il avait le rang de conseiller d'Empire. Il donna à son fils une éducation soignée, celui-ci parlait couramment le français comme tous les aristocrates de l'époque, mais aussi le polonais et l'anglais. Il avait fait ses humanités en latin et en grec.  Il était très proche du frère de sa mère, Mikhaïl Nikititch Mouraviov, homme extrêmement cultivé et un temps gouverneur du grand-duc Alexandre Pavlovitch et de son frère le grand-duc Constantin. Cet oncle surveillait de près les études de son neveu. Lounine entra au régiment des chevaliers-gardes à Saint-Pétersbourg. Il prit part à la bataille d'Austerlitz et à la bataille d'Eylau, où il se distingua par sa bravoure.
Il démissionne en 1815 et part vivre près de deux ans à Paris qui venait d'être occupé par les troupes russes, après le retour des Bourbons et la fin de l'Empire. Il y rencontre Saint-Simon et se convertit au catholicisme. Il est héritier d'une grande fortune à la mort de son père en 1817 et retourne en Russie, où il entre à l'Union du Salut, puis à la Société secrète du Nord (1822-1825) qui réunit des officiers et des intellectuels de l'aristocratie favorables à la création d'une monarchie parlementaire. Il est aussi un paroissien assidu de l'église Sainte-Catherine de Saint-Pétersbourg.
Lounine entre en 1822 au régiment de la Garde des hussards de Grodno. Il est aide-de-camp du grand-duc Constantin qui commande toutes les troupes russes de Varsovie et est nommé vice-roi de Pologne par son frère l'empereur Nicolas. Lounine est de plus en plus persuadé de la nécessité des réformes en Russie, en particulier de l'abolition du servage. Il ne prend pas part aux événements du 14 décembre 1825, le coup d'État de Saint-Pétersbourg, étant en service en Pologne, mais il est arrêté le 10 avril 1826, car il est suspecté d'avoir soutenu en mars des projets insurrectionnels à Varsovie. Lounine est envoyé à Saint-Pétersbourg et enfermé le 16 avril à la forteresse Pierre-et-Paul. Cependant le comité ne soulève pas le fait qu'il ait participé ou non au coup d'État de Décembre. Il est condamné à la prison puis à l'exil à vie en relégation en Sibérie, peine ensuite commuée à quinze ans. La peine est encore commuée à dix ans en 1832. Lounine est envoyé à la prison de Sveaborg puis à celle de Vyborg. Il est déporté en Sibérie le 11 avril 1828. Il vit d'abord à Petrovsk, lorsqu'il arrive en août, puis dans une maison du village d'Ourik (aujourd'hui dans l'oblast d'Irkoutsk) à partir de 1836. Il écrit de longues lettres à sa sœur à tonalité politique, avec l'intention d'écrire l'histoire du mouvement décabriste et l'espoir qu'elles seraient lues par un grand nombre.
Sa lettre de l'hiver 1838, intitulée Recherches historiques est une étude du gouvernement russe, celle de septembre 1838 traite des sociétés secrètes en Russie de 1816 à 1826, celle de novembre 1839 porte un regard critique sur l'organisation décabriste. Il demande à sa sœur de lui envoyer des documents juridiques, des publications et des journaux afin d'étudier le coup d'État en lui-même, mais ne peut le faire entièrement, car la plupart des documents ne peuvent lui parvenir.
Un cercle d'anciens décabristes et d'intellectuels se réunit à Irkoutsk pour discuter des lettres et des écrits de Lounine. Il s'agit en particulier de Jouravliov, de Krioukov, de l'officier de cosaques Tcherepanov, et du décabriste Gromnitcki. Lounine est dénoncé en 1841 par un fonctionnaire local et envoyé encore plus loin à Akatouï, au-delà du Baïkal. Ses papiers lui sont confisqués. Cette fois-ci c'était le retour en prison et il en mourra dans des circonstances obscures près de quatre ans plus tard, officiellement d'une attaque d'apoplexie. 
Le prince Troubetzkoï (1790-1860), célèbre décabriste, écrivit dans une lettre au baron Steingel (1783-1862) qui publia ses Mémoires:
« Lounine ne s'est jamais étonné de sa nouvelle arrestation. Il s'attendait à ce qu'on l'emprisonne à nouveau et déclarait qu'il terminerait sa vie en prison. Il aimait se promener dans la nature avec un fusil et passait la plupart de son temps à chasser. Un jour que j'étais avec lui à la chasse, il me demanda mon avis sur les lettres qu'il envoyait à sa sœur. Je lui répondis que cela faisait quatre mois qu'il n'y avait eu aucune suite, et qu'il n'en aurait probablement pas. Il en fut contrarié et il me déclara qu'il y aurait certainement des suites et qu'il devrait finir ses jours en prison. »
Lounine était le cousin germain de Nikita Mouraviov (1795-1843), autre fameux décabriste, et comptait parmi ses relations Pouchkine et Hippolyte Auger.  
Lounine fait don de tous ses biens par testament à son cousin germain, à condition que celui-ci libère ses paysans du servage. La sœur de Lounine fait opposition au testament et finalement ses biens lui reviennent.